# Na Svatém
Na Svatém (265 m n. m.) je vrch v okrese Hradec Králové Královéhradeckého kraje. Leží asi 2 km zjz. od obce Smiřice na jejím katastrálním území.

## Geomorfologické zařazení
Geomorfologicky vrch náleží do celku Východolabská tabule, podcelku Pardubická kotlina a okrsku Smiřická rovina. Podle podrobnějšího členění Balatky a Kalvody, které okrsek Smiřická rovina nezná, náleží vrch do okrsku Královéhradecká kotlina a podokrsku Jaroměřská kotlina.